# Gloslunde Sogn
Gloslunde Sogn 
ist eine Kirchspielsgemeinde (dän.: Sogn)
auf der Insel Lolland im südlichen Dänemark.
Bis 1970 gehörte sie zur Harde Lollands Sønder Herred im damaligen Maribo Amt, danach zur Rudbjerg Kommune im Storstrøms Amt, die im Zuge der  Kommunalreform zum 1. Januar 2007 in der Lolland Kommune in der Region Sjælland aufgegangen ist.
Im Kirchspiel leben 322 Einwohner (Stand: 1. Januar 2023).
Im Kirchspiel liegt die Kirche „Gloslunde Kirke“.
Nachbargemeinden sind im Westen Dannemare Sogn, im Norden Græshave Sogn und Landet Sogn und im Osten Vejleby Sogn, Tirsted Sogn und Rødby Sogn.